# L'estate migliore che c'è
L'estate migliore che c'è è l'ottantaduesimo singolo discografico di Cristina D'Avena, pubblicato nel 2017.

## Il brano
L'estate migliore che c'è è il titolo del singolo dell'artista bolognese utilizzato in seguito come sigla in occasione del decimo anniversario del festival Padova Pride Village. La canzone verrà cantata live dall'artista.

## Tracce
Download digitale
Testi di Cristina D'Avena e Arianna Mereu, musiche di Cristina D'Avena e Andrea Papazzoni.
1. Cristina D'Avena – L'estate migliore che c'è – 3:16

Durata totale: 3:16

## Video musicale
Il video della canzone mostra scene di riprese in una discoteca alternate in pochissimi punti da scene riprese su isolotto deserto dove vi sono persone intente a riposarsi.

## Interpretazioni dal vivo
L'artista ha eseguito dal vivo la canzone in occasione della prima serata del Padova Pride Festival e durante l'ospitata al Summer Festival 2017. La canzone è stata talvolta cantata durante le date estive dei live dell'artista.